# Jeffrey Amherst
Jeffrey Amherst, primer barón de Amherst (29 de enero de 1717, Sevenoaks, condado de Kent (Inglaterra)-3 de agosto de 1797, ibídem), fue un militar británico, que alcanzó el grado de mariscal de campo en el Ejército británico.
Destacó por su papel en las guerras con los amerindios, pero especialmente destacó en la guerra de los Siete Años contra Francia en los territorios del actual Canadá, que supuso la pérdida del Québec y de Nueva Francia para los franceses. Fue el primer gobernador general británico del Canadá tras la ocupación del Québec. Sin embargo, fracasó en la lucha contra los rebeldes de las colonias americanas (las Trece Colonias) que, mal resuelta, desembocó posteriormente en la guerra de Independencia de Estados Unidos, con la consiguiente pérdida del territorio para el Reino Unido.
Fue ennoblecido por la Corona británica, concretamente por el rey Jorge III, como premio por su destacada actuación en América, siendo así nombrado primer Barón de Amherst.

## Actividades previas
Jeffrey Amherst nació el 29 de enero de 1717 en la localidad de Sevenoaks, en el condado de Kent, en Inglaterra, sirviendo en su niñez como paje para el duque de Dorset.

## Carrera militar

### guerra de sucesión austriaca
En 1731 se enroló en el Ejército británico, prestando servicios en 1741 como ayudante de campo del general John Ligonier. En 1745 tomó parte en la batalla de Fontenoy, en el marco de la guerra de sucesión austriaca, contra el Ejército francés. Durante la guerra ascendió al rango de teniente coronel, aunque tras la firma de la paz, por medio del Tratado de Aquisgrán en 1748 quedaron muy mermadas sus posibilidades de ulteriores ascensos.

### Guerra de los Siete Años

#### En Europa
La situación de Jeffrey Amherst dio un vuelco como consecuencia del estallido de la guerra de los Siete Años. En los inicios del conflicto fue enviado a Alemania, tomando parte en julio de 1757 en la batalla de Hastenbeck. Puesto que su protector, el general John Ligonier, había sido nombrado comandante en jefe del Ejército británico, se confirió a Amherst el grado temporal de mayor general en América, recibiendo el encargo concreto de apoderarse del fuerte francés existente en Louisbourg, en la isla de Cabo Bretón, encargo para el que contó entre sus filas con el futuro general James Wolfe. Jeffrey mandó la expedición enviada contra la fortaleza, logrando la capitulación de la misma el 27 de julio de 1758.

#### En América

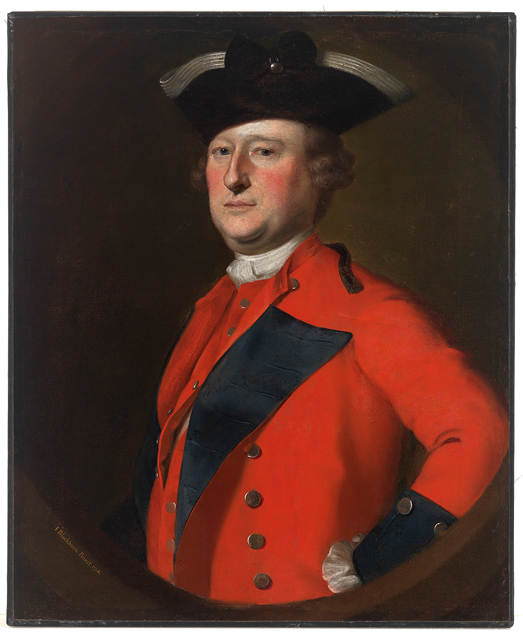
Cuadro de Jeffrey Amherst, pintado por Joseph Blackburn en 1758, expuesto en la Mead Gallery.

Tras el éxito obtenido, fue nombrado comandante en jefe en América del Ejército británico, sustituyendo en dicho cargo al general James Abercromby. Acampó a sus tropas para pasar el invierno en la ciudad de Nueva York, preparando sus planes para la campaña que emprendería en la siguiente primavera.
Así, en 1759 remontó el lago Champlain al frente de un ejército formado por 11.000 soldados, llegando hasta Crown Point, donde inició la construcción de un fuerte, lanzando desde esa base algunos ataques contra una isla en el río Richelieu en la que se había refugiado el comandante francés, François Charles de Bourlamaque. Puesto que la táctica empleada no obtuvo resultados, fue abandonada tras la victoria de James Wolfe en septiembre en la batalla de las Llanuras de Abraham, que permitió la conquista del Quebec a los franceses, aunque el propio Wolfe murió en la batalla.
Durante el siguiente invierno, Amherst planificó el siguiente movimiento, consistente en el ataque convergente de tres ejércitos hacia Montreal: James Murray debería remontar el río San Lorenzo desde Quebec, a la vez que William Havilland avanzaría desde el lago Champlain y el propio Amherst atacaría desde el lago Ontario. A principios de septiembre de 1760 se efectuó conforme a lo previsto la conjunción de los tres ejércitos, lo que forzó a los franceses a la capitulación ante los británicos el 8 de septiembre. Inmediatamente Amherst nombró a tres gobernadores para todo el territorio recién conquistado: Murray quedaba confirmado para el cargo que ya venía ejerciendo como gobernador del Quebec, Ralph Burton sería el nuevo gobernador de la zona de Trois-Rivières, y Thomas Gage quedaba nombrado para Montreal.
A pesar de todo, la guerra no había concluido todavía, por lo que Jeffrey Amherst, en tanto que comandante en jefe de todas las tropas británicas en América, organizó en los años 1761 y 1762 operaciones contra Dominica, la Martinica y Cuba, esta última debido a la alianza que los Borbones españoles mantenían con los Borbones franceses a través de los Pactos de Familia.
En 1762 nombró también a su hermano, William Amherst, para que mandase a las tropas que iban a intentar la reconquista de la isla de Terranova, en manos francesas por ese entonces, aunque el propio Jeffrey supervisó la marcha de la operación desde su puesto de mando en Nueva York. La batalla de Signal Hill y la capitulación del fuerte francés instalado en San Juan de Terranova pusieron fin a la presencia de Francia en América del norte, a excepción de la isla de San Pedro y Miquelón.

#### Rebelión de Pontiac
En mayo de 1763, Jeffrey Amherst, organizó una campaña contra los amerindios, tras la rebelión encabezada por Pontiac, jefe de la tribu de los Ottawa.

### Regreso a Europa

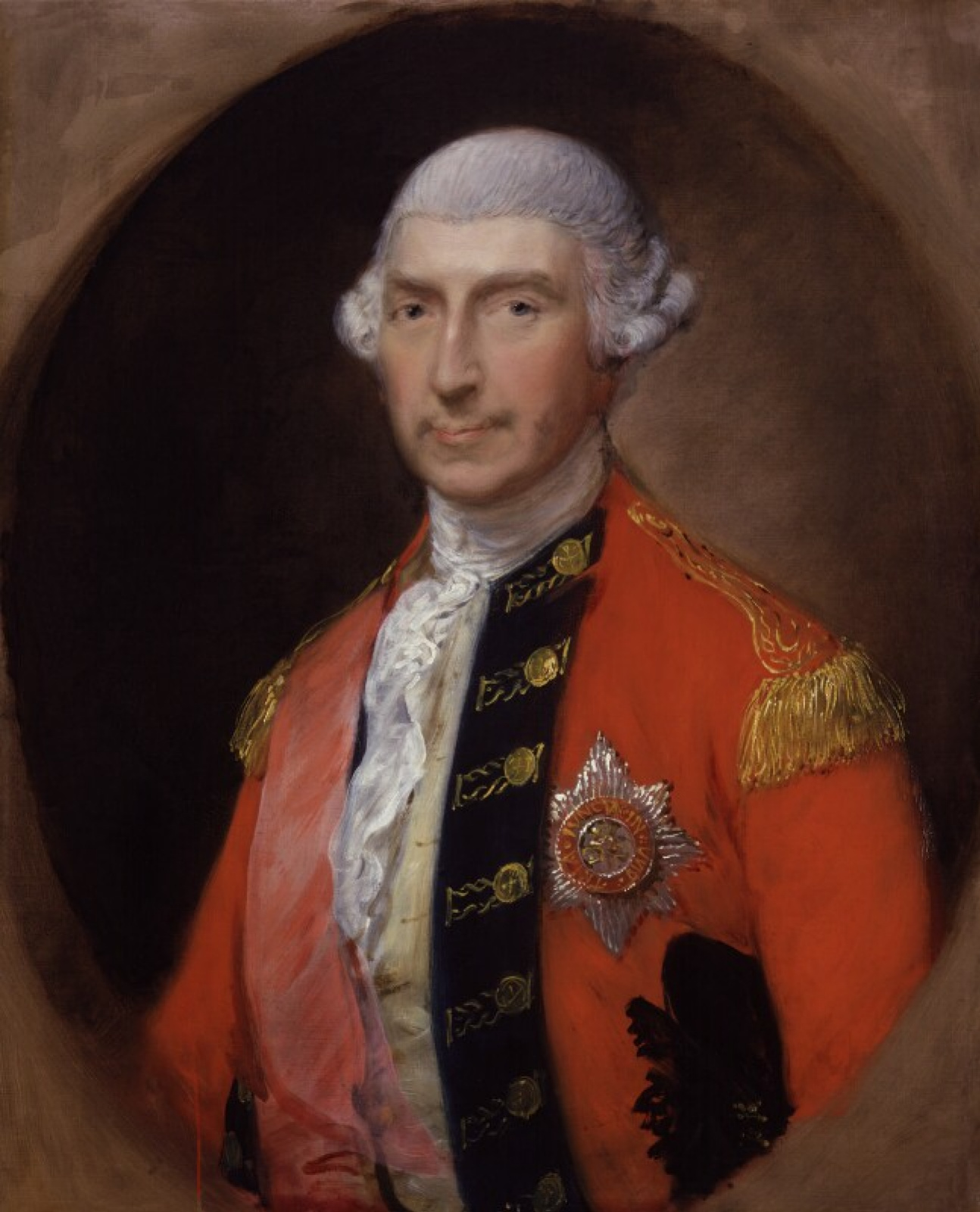
Retrato de Jeffrey Amherst, primer barón de Amherst, en la National Portrait Gallery.

En 1763, Jeffry Amherst regresó al Reino Unido, habiendo sido entre 1760 y 1763 el primer gobernador, bajo ocupación militar, de la antaño colonia francesa de Nueva Francia. Sin embargo, dejaba tras de sí el problema del descontento de los colonos de los territorios británicos, germen de la guerra de Independencia de Estados Unidos, problema que debieron afrontar sus sucesores.
De regreso a Inglaterra, prestó servicio como comandante en jefe del Ejército británico entre 1778 y 1782, pero su desempeño se vio afectado por el fracaso en la guerra con los colonos americanos de las Trece Colonias sublevados, y por algunos abusos que se destaparon en el ejército durante el ejercicio de su mando.
Por dos veces, en 1775 y en 1778, el rey de Inglaterra le solicitó que volviese a asumir el mando del Ejército en América ante la marcha de la guerra contra los colonos sublevados, pero Amherst rehusó en ambas ocasiones.
Durante un breve período, entre 1782 y 1793, fue sustituido como comandante en jefe del Ejército británico por Henry Seymour Conway, para volver de nuevo a ejercer como tal entre 1793 y 1795. Al retirarse del servicio activo, en 1796, se le concedió el rango de mariscal de campo.

## Polémicas
La correspondencia que mantuvo con su subalterno Henri Bouquet, un mercenario de origen suizo, pone de manifiesto que sugirió el uso de la guerra bacteriológica contra los amerindios, al sugerir el reparto de mantas contaminadas con el virus de la viruela a los Delaware que asediaban el fuerte de Fort Pitt (Pittsburgh). Sin embargo, el comandante de dicho fuerte ya había hecho el reparto de mantas por su cuenta antes de que se produjese el intercambio de correos. Al reparto de las mantas le siguió efectivamente una epidemia de viruela que afectó enormemente a los amerindios, que carecían de anticuerpos para resistir la enfermedad, relativamente benigna para los europeos. Algunos autores señalan, no obstante, la dificultad de probar que el reparto de mantas fuese la causa directa de la epidemia. La cita del párrafo de la correspondencia de Amherst es: will do well to try to innoculate the Indians by means of blankets, as well as every method that can serve to extirpate this execrable race (haríais bien en intentar infectar a los indios con mantas, o por cualquier otro método tendente a extirpar a esta raza execrable).
En cualquier caso, según se afirma en el propio diario de Jeffrey Amherst, el número de víctimas de la epidemia fue superior a las 100 000 personas.

## Recompensas y homenajes

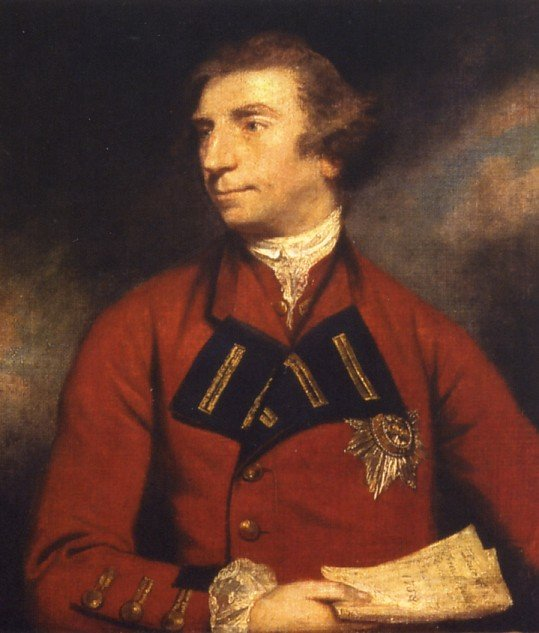
El general Jeffrey Amherst.

Entre 1759 y 1768 fue oficialmente nombrado gobernador de la colonia de Virginia. Sin embargo, se trataba de un cargo que nunca ejerció en realidad, pero que le permitió beneficiarse de las rentas y prebendas anejas al cargo.
En 1761 fue nombrado caballero de la Orden del Baño.
En 1776 fue ennoblecido, como barón de Amherst of Holmesdale, aunque el título se extinguió en su propia persona al carecer de descendencia.
Entre 1770 y 1794 fue nombrado gobernador de Guernsey, también con el objeto de que se beneficiase de las rentas conferidas al cargo.
En 1778 recibió una segunda baronía, la baronía de Amherst of Montreal, que tras su fallecimiento recayó en su sobrino William Pitt Amherst.
En su honor se le dio su nombre al Colegio Amherst, así como a diversas localidades de los actuales Estados Unidos y Canadá.

## Fallecimiento
Jeffrey Amherst, primer barón de Amherst, falleció en su residencia en Sevenoaks (residencia bautizada como Montreal), en el mismo lugar de su nacimiento, el 3 de agosto de 1797.